# Euseius africanus
Euseius africanus är en spindeldjursart som först beskrevs av Evans 1954.  Euseius africanus ingår i släktet Euseius och familjen Phytoseiidae. Inga underarter finns listade i Catalogue of Life.